# Province d'Azuero
Pour les articles homonymes, voir Azuero.
1850–1855
Entités précédentes :
- Province de Veragua

Entités suivantes :
- État fédéral de Panama

La province d'Azuero était une entité administrative et politique de la république de Nouvelle-Grenade en 1850, composée par le canton de Los Santos, le canton de Parita et le distrito parroquial de Santa Maria. Sa capitale était La Villa de Los Santos. 

## Étymologie
Le terme Azuero est dérivé du nom Azuero, homme politique colombien. À la fin du XIXe siècle, Panamá faisait partie de la république de Nouvelle-Grenade. C'est à cette époque empreinte de patriotisme que la province a été baptisée en hommage posthume au professeur et homme politique Vicente Azuero.